# 圣温琴佐
圣温琴佐（義大利語：San Vincenzo），是意大利利佛诺省的一个市镇。总面积33平方公里，人口6,910人，人口密度210人/平方公里（2017年）。ISTAT代码为049018。

## 姊妹城市
- 古巴瓜納博（英语：Guanabo）
- 德国普法尔基兴
- 法国圣马克西曼-拉圣博姆